# 1893

## Събития
- Търновската конституция е изменена за пръв път.

## Родени
- Димитър Съсълов, български историк
- Иван Данчов, български архитект
- Иван Трифонов, български военен
- Петър Кантарджиев, български архитект
- 5 януари – Парамаханса Йогананда, индийски гуру († 1952 г.)
- 27 януари – Петър Золотович, български певец
- 3 февруари – Гастон Жулиа, френски математик
- 13 февруари – Ана Паукер, румънски политик
- 16 февруари – Михаил Тухачевски, Руски военачалник (маршал на СССР)
- 21 февруари – Константин Муравиев, български политик
- 7 март – Райко Алексиев, художник, карикатурист, публицист
- 27 март – Карл Манхайм, социолог и философ
- 16 април – Елисавета Багряна, българска поетеса
- 18 април – Жорж Буланже, румънски музикант
- 18 април – Христо Михайлов, деец на БКП
- 20 април – Харолд Лойд, американски актьор († 1971)
- 20 април – Жоан Миро, испански художник сюрреалист († 1983)
- 26 април – Дража Михайлович, сръбски генерал
- 29 април – Харълд Юри, американски физикохимик
- 30 април – Йоахим фон Рибентроп, външен министър на Третия райх
- 8 май – Иван Кинов, български военен и политик
- 30 май – Стоил Стоилов, български режисьор, актьор и театрален деец
- 8 юли – Никола Петков, български политик
- 8 юли – Фриц Перлс, германски психиатър и психоаналитик
- 19 юли – Владимир Маяковски, руски поет (стар стил: 7 юли)
- 1 август – Александрос I, гръцки крал
- 17 август – Мей Уест, американска актриса († 1980)
- 6 септември – Димитър Айранов, Командващ Въздушните войски
- 22 септември – Алексей Лосев, руски философ
- 26 септември – Милош Църнянски, сръбски поет и писател
- 14 октомври – Ип Ман, Грандмайстор на бойното изкуство „Винг Чун“
- 15 октомври – Карол II, крал на Румъния
- 2 ноември – Батиста Пининфарина, италиански автомобилен дизайнер
- 3 ноември – Едуард Адълберт Дойзи, американски биохимик
- 3 ноември – Алекси Квартирников, български инженер
- 3 ноември – Едуард Дойзи, американски биохимик
- 11 ноември – Никола Балабанов, български критик
- 28 ноември – Димитър Гичев, български политик, дипломат
- 1 декември – Атанас Илиев, Психолог и философ
- 26 декември – Мао Дзедун, китайски политик
- ? – Сюнбаатарин Янжмаа, монголски политик
- 26 декември – Мао Дзъдун, китайски политик

## Починали
- Желю войвода, български войвода
- Кузман Шапарданов, български просветен деец
- 25 януари – Григор Пърличев, български общественик
- 27 март – Тонка Обретенова, българска революционерка
- 21 април – Себастиян Лердо де Техада, президент на Мексико (1872 – 76)
- 27 април – Александър Дондуков-Корсаков, руски генерал и държавник
- 6 юли – Ги дьо Мопасан, френски писател
- 16 август – Жан Шарко, френски невролог и професор по анатомична патология
- 23 септември – Стоян Чомаков, български общественик
- 17 октомври – Патрис дьо Мак Махон, дук дьо Мажента, маршал на Франция
- 18 октомври – Шарл Гуно, Френски оперен композитор
- 23 октомври – Александър I Батенберг, княз на България
- 6 ноември – Пьотър Чайковски, руски композитор
- 3 декември – Михаил Амиорков, български военен деец
- 4 декември – Хайнрих Гьобел, изобретател
- 16 декември – Карл Лудвиг Мишле, немски философ
- 25 декември – Виктор Шьолшер, френски политик
- 30 декември – Стефан Веркович, сръбски фолклорист, етнограф и археолог